# Lijst van Nederlandse metalbands

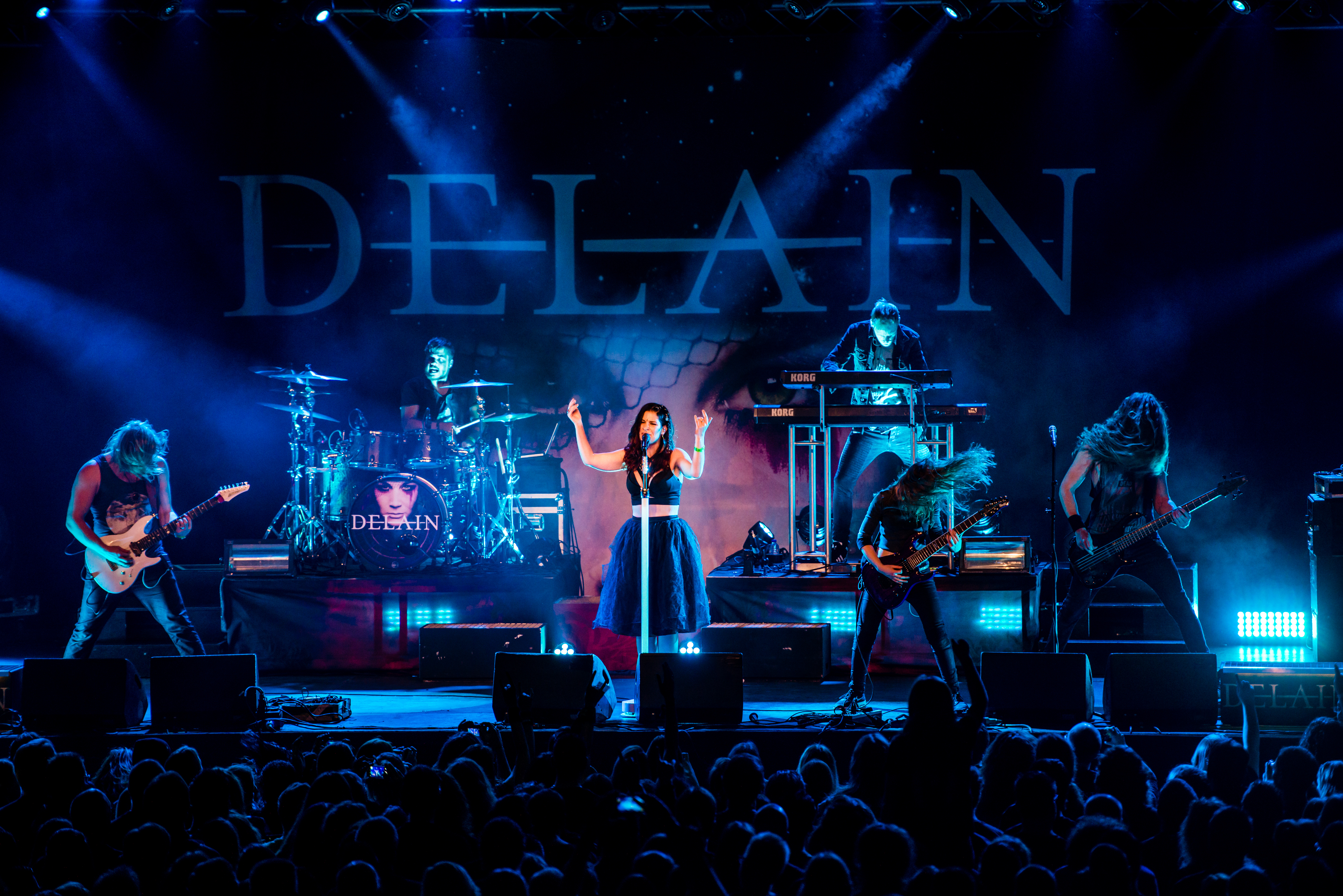
Symphonische metalband Delain

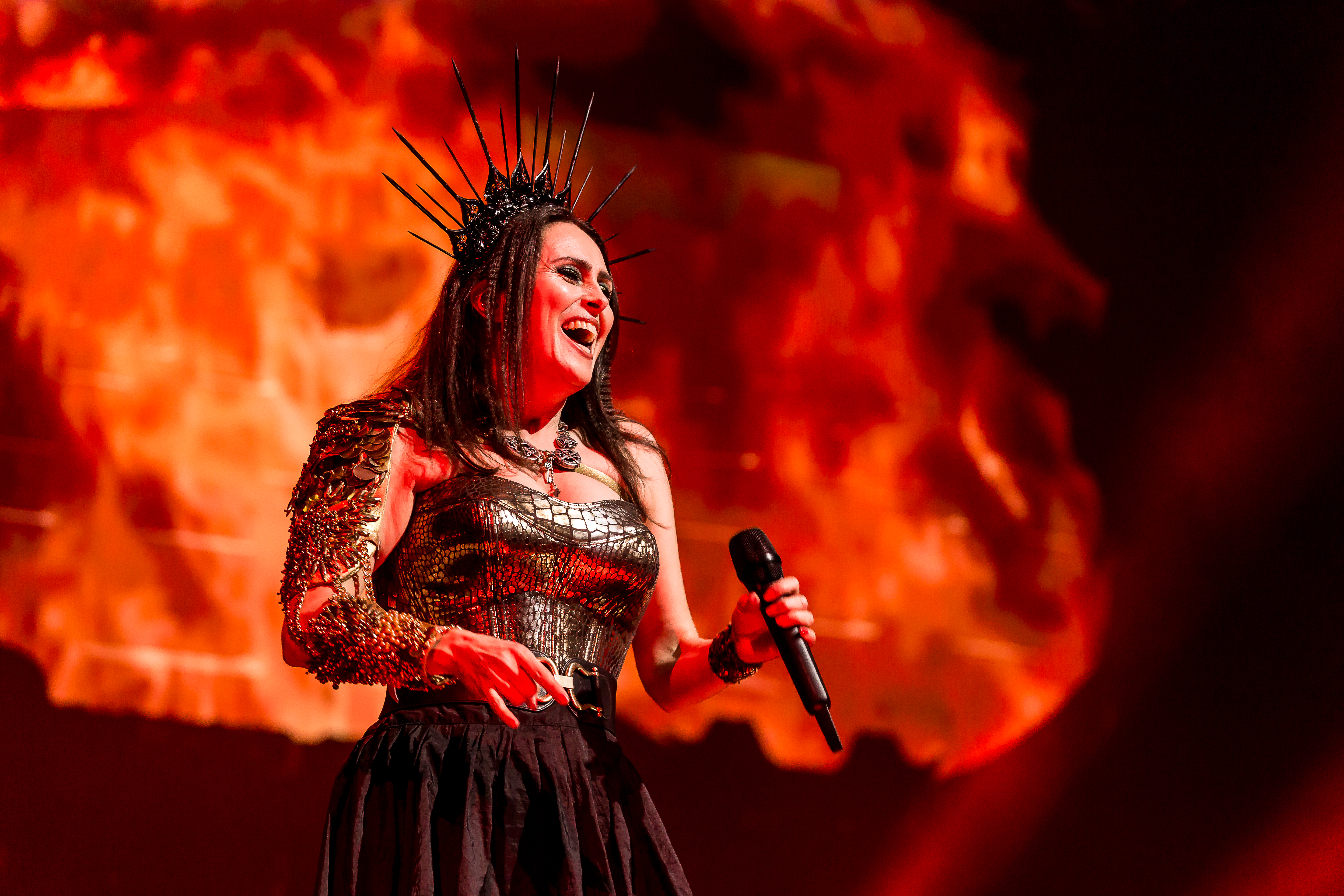
Symphonische rock- en metalband Within Temptation (2022)

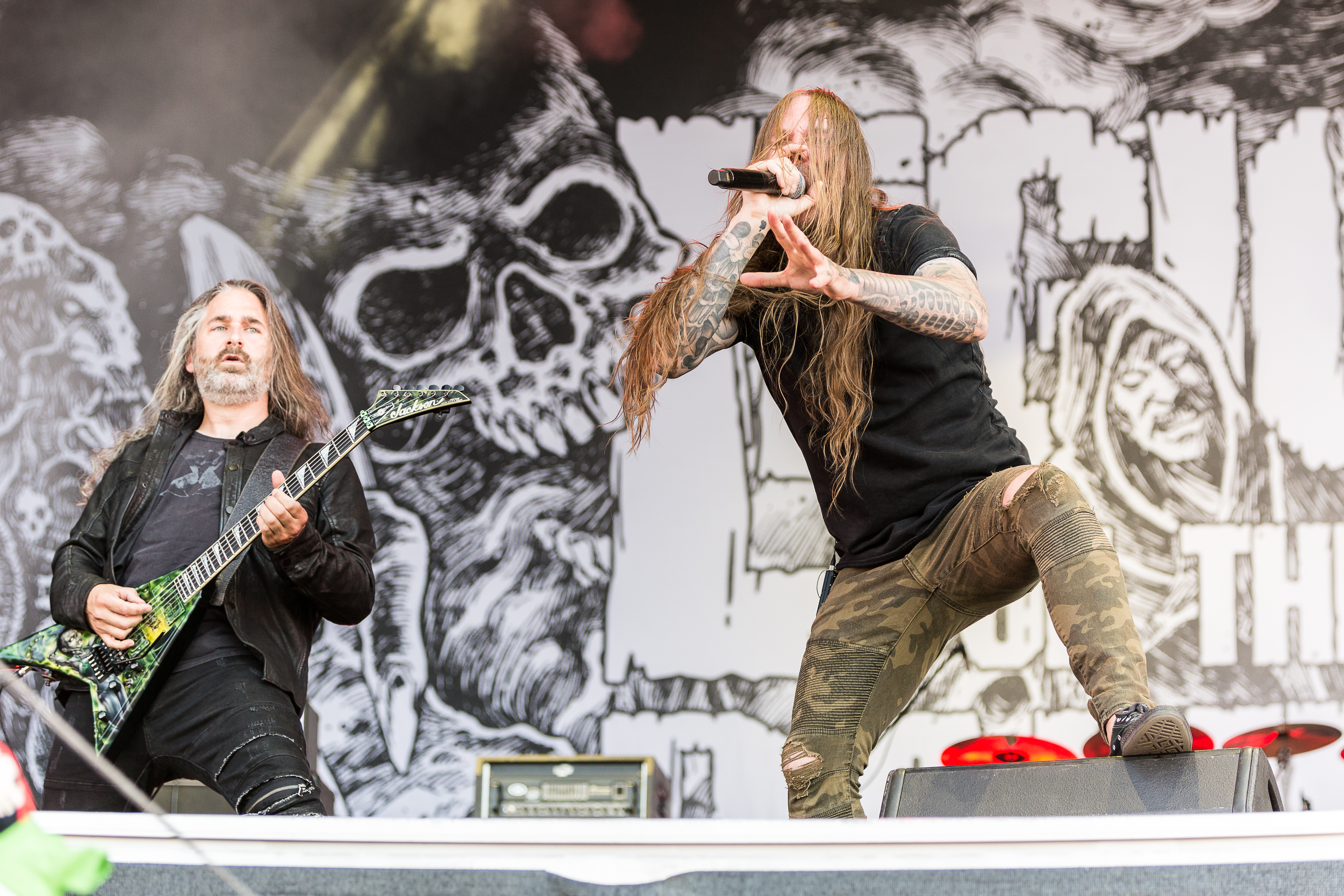
Thrashmetalband Legion of the Damned (2023)

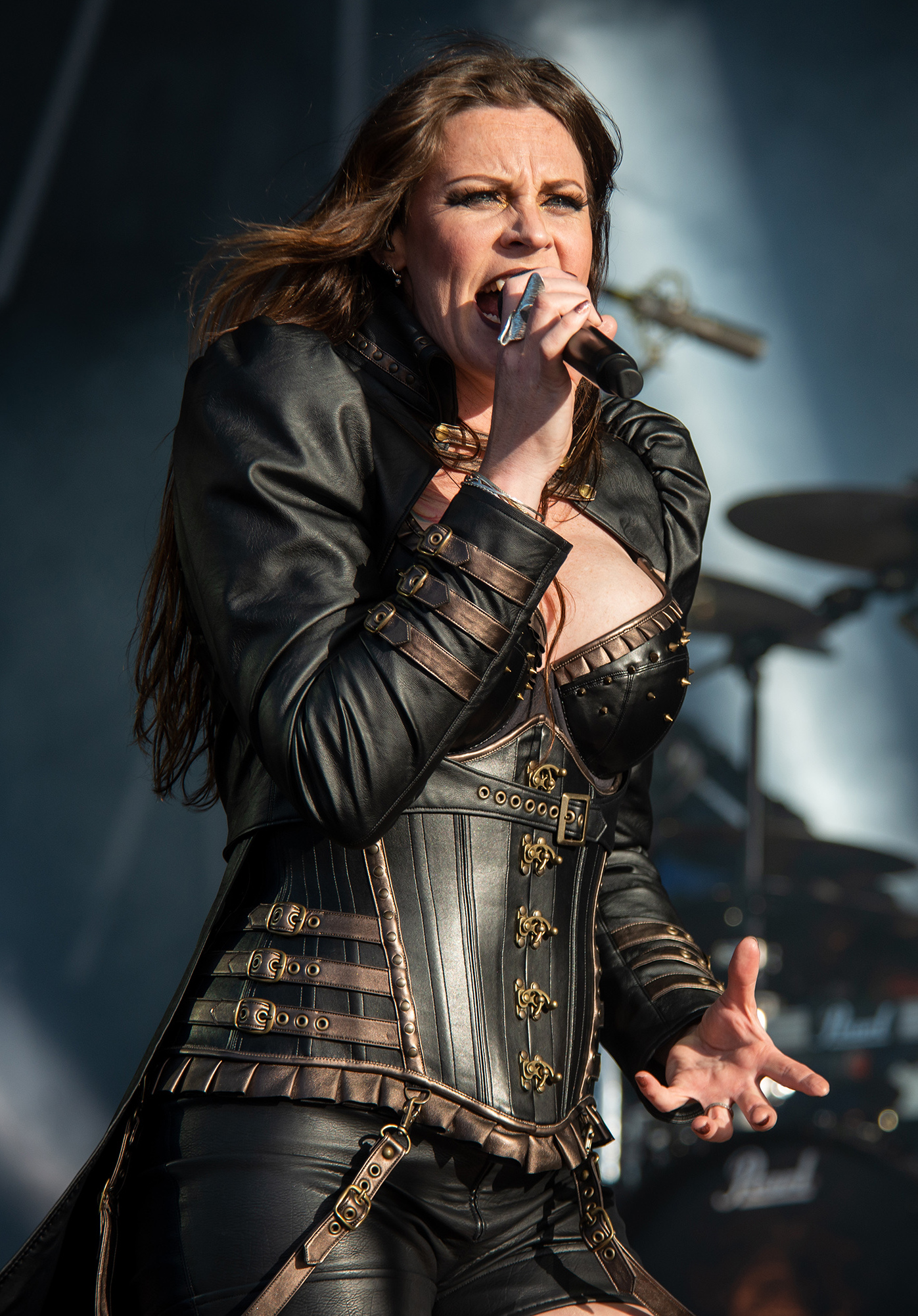
Metalzangeres Floor Jansen

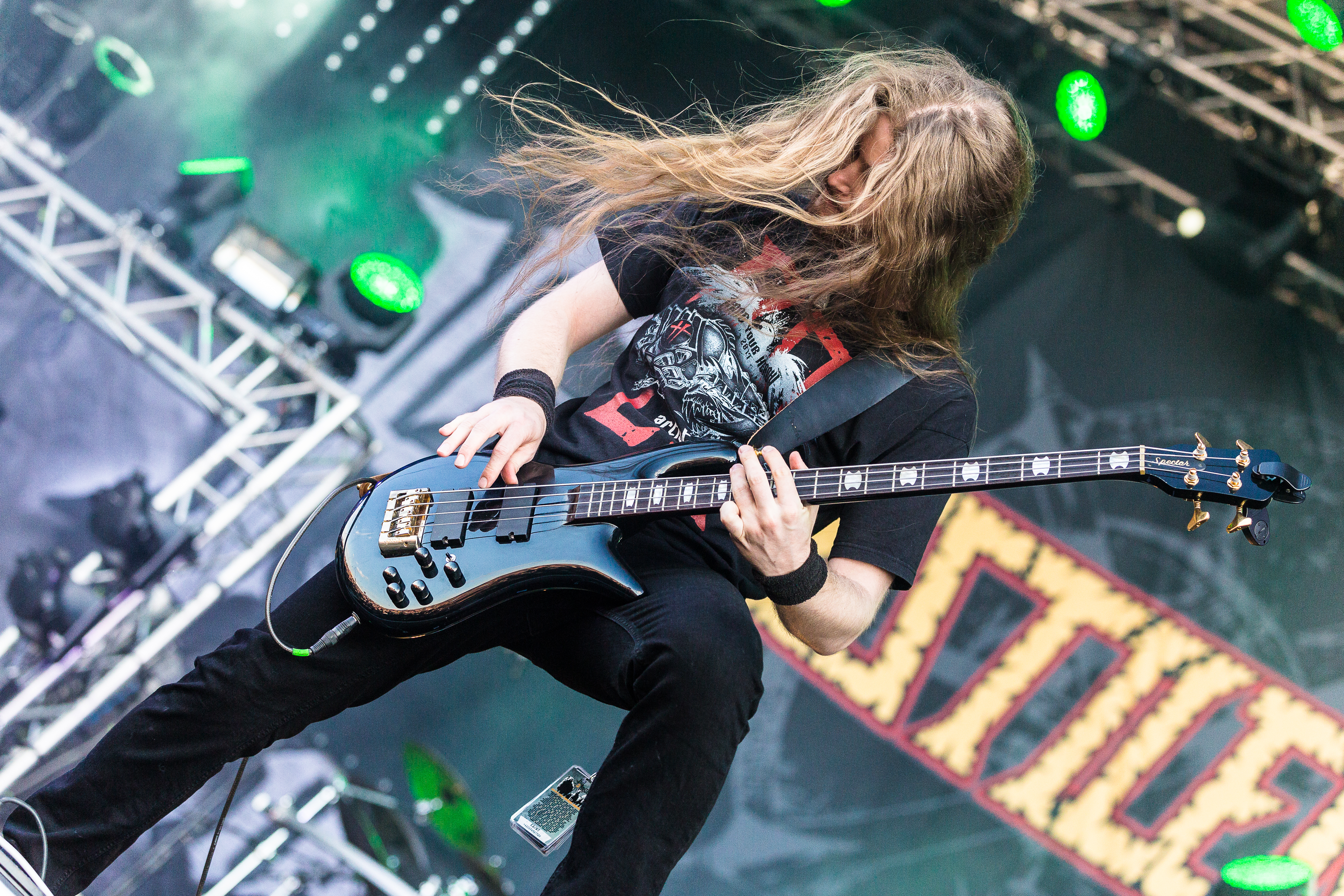
Deathmetalband Pestilence (2018)

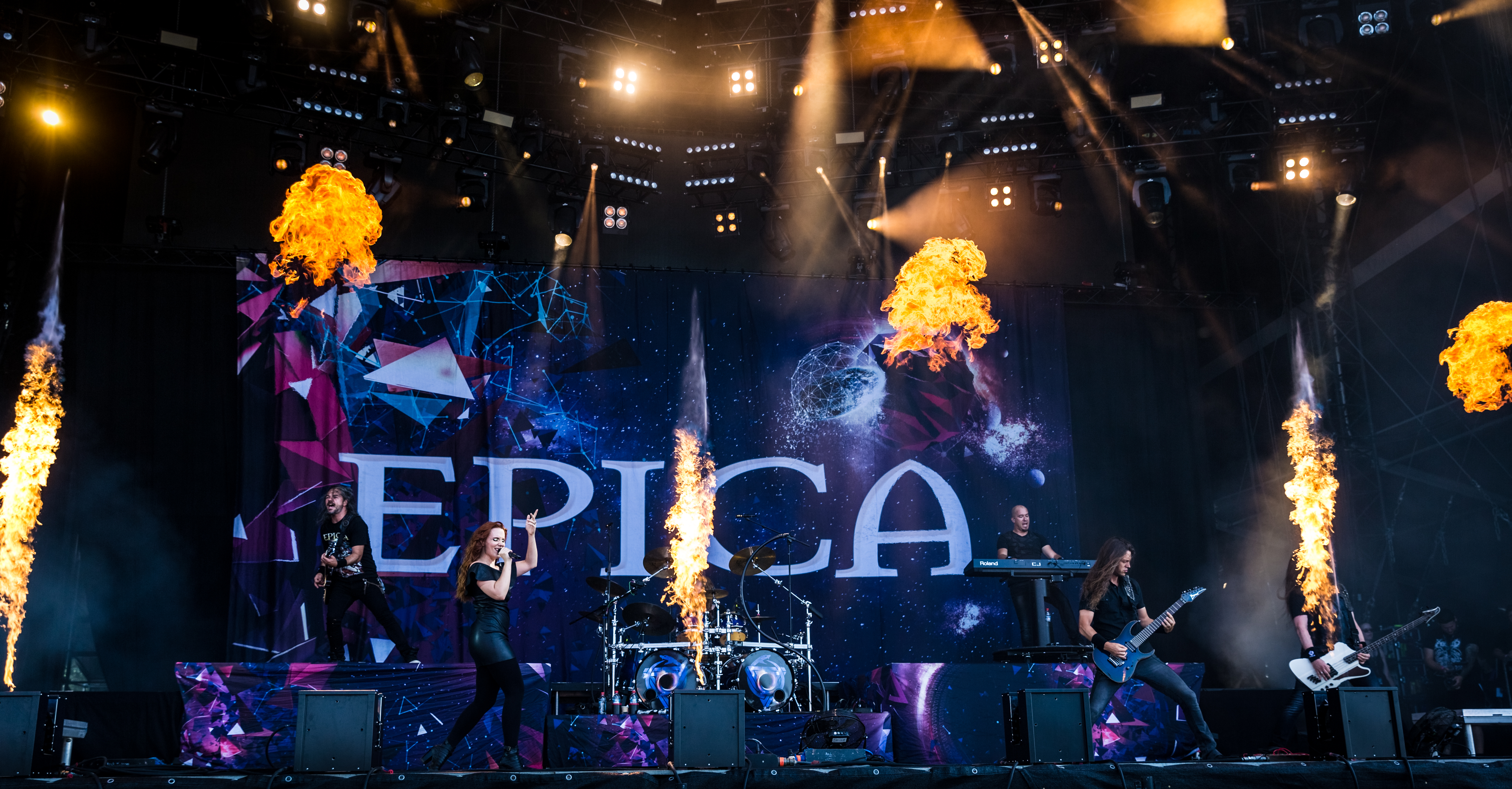
Symponische metalband Epica (2018)

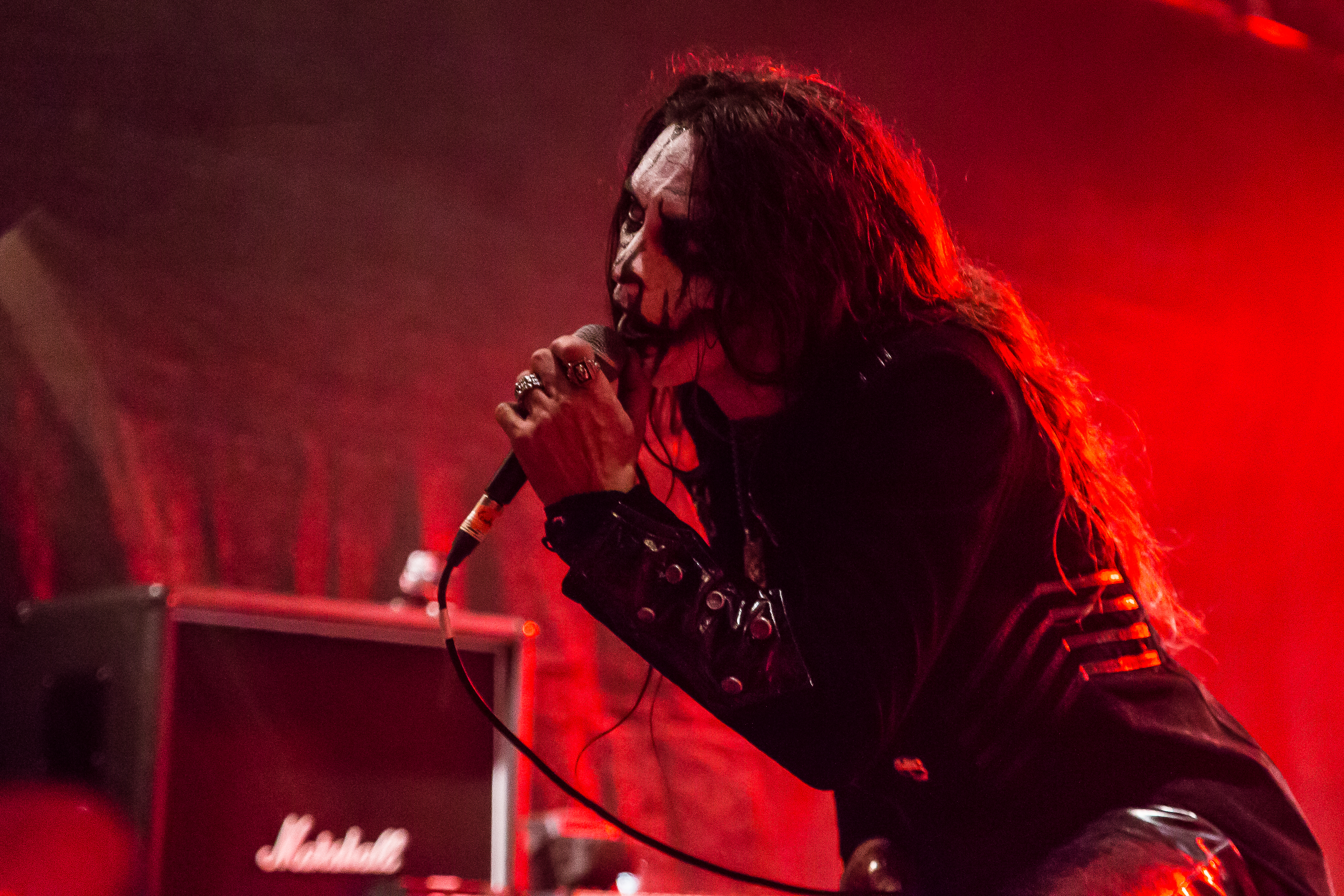
Blackmetalband Carach Angren (2018)

Dit is een alfabetische lijst van Nederlandse metalbands met een eigen artikel op de Nederlandstalige Wikipedia.

## 0-9
37 STABWOUNDZ

## A
After Forever -
AliennatioN -
Altar -
Ambeon -
Angus -
Arminius -
Asrai -
Asphyx -
Autumn -
Ayreon

## B
Bastaerdschwaerd -
Blackbriar -
Blind Sight -
Bloodgod -
Brutal Obscenity

## C
Callenish Circle -
Carach Angren -
Casual Silence -
Celestial Season -
The Charm The Fury -
Chiraw -
Cilice -
The Circle -
Cliteater -
Cobra Spell -
Countess -
Creepmime

## D
Dark Reign -
Day Six -
Delain -
Detonation -
Devious -
Disabuse -
Disquiet -
Drain Life -
The Dreamside -
Dreadlock Pussy

## E
End Of The Dream -
Epica -
Eternal Serenity

## F
Fenris -
For I Am King -
Fuelblooded

## G
The Gathering -
Grimm -
God Dethroned -
Gorefest

## H
Hail of Bullets -
HDK -
Heidevolk -
Herder -
Hillsphere

## I
Instil -  
Izegrim -
Inferum

## J
Jewel -
Jitiizer

## K
Karma -
Karbo -
Katafalk -
Kingfisher Sky

## L
Laster -
Legion of the Damned

## M
Mandator -
Massive Assault -
MaYaN -
Mennen -
Morphia -
Mountain Eye -
My Own Mess -
Mysto Dysto -
Myrkvar

## N
Nemesea -
Non-Divine -
The New Dominion

## O
Orphanage

## P
Pene Corrida - 
Pestilence -
Phantom Elite -
Picture -
Poet's Cry -
Polluted Inheritance -
Portall

## R
ReVamp

## S
Sisters of Suffocation -
Slechtvalk -
Smogus -
Soulburn -
Star One -
Stream of Passion -
Sun Caged

## T
Textures

## U
Urfaust

## V
Vandenberg -
Vanderbuyst -
VanKatoen -
Vengeance -
Vopo's -
VUUR

## W
Warmaster -
Whispering Gallery -
Wings of Fury -
Within Temptation -
The Wounded

## X
Xenomorph